# Karuzela (film 2014)
Karuzela – polski dramat z 2014 roku w reżyserii i według scenariusza Roberta Wichrowskiego.
Premierę filmu zaplanowano na 23 maja 2014 roku.

## Obsada
- Mikołaj Roznerski jako Rafał
- Karolina Kominek jako Magda
- Mateusz Janicki jako Piotr
- Maria Pawłowska jako Natalia
- Zofia Wichrowska jako Julia
- Małgorzata Zajączkowska jako Anna, matka Rafała
- Aleksander Mikołajczak jako Janusz, ojciec Piotra
- Bolesław Abart jako starzec
- Magdalena Łaska jako koleżanka Magdy
- Ireneusz Czop jako księgowy
- Michał Gadomski jako "Twardy"
- Krzysztof Czeczot jako weterynarz

i inni.